# Athlītikī Enōsī Lekanopediou Kallonīs 2015-2016
Questa voce raccoglie le informazioni riguardanti l'Athlītikī Enōsī Lekanopediou Kallonīs nelle competizioni ufficiali della stagione 2015-2016.

## Maglie e sponsor
Il fornitore tecnico per la stagione 2014-2015 è Adidas. Lo sponsor ufficiale è OPAP attraverso il marchio LOTTO.
| Casa | Trasferta | Terza divisa |

## Rosa
| N. |                      | Ruolo | Calciatore               |
| -- | -------------------- | ----- | ------------------------ |
| 1  | Grecia (bandiera)    | P     | Kostas Dafkos            |
| 2  | Brasile (bandiera)   | C     | Vitor Saba               |
| 3  | Grecia (bandiera)    | D     | Chrīstos Pipinīs         |
| 3  | Grecia (bandiera)    | D     | Vasilīs Golias           |
| 4  | Nigeria (bandiera)   | D     | Daniel Adejo             |
| 6  | Grecia (bandiera)    | D     | Panagiōtīs Spyropoulos   |
| 7  | Grecia (bandiera)    | A     | Dimitris Bourous         |
| 9  | Grecia (bandiera)    | A     | Giōrgos Manousos (c)     |
| 10 | Serbia (bandiera)    | A     | Miroslav Marković        |
| 11 | Grecia (bandiera)    | C     | Fotis Georgiou           |
| 12 | Grecia (bandiera)    | C     | Aris Lamprakis           |
| 13 | Grecia (bandiera)    | D     | Dimitris Oungialidis     |
| 14 | Grecia (bandiera)    | D     | Anestīs Anastasiadīs     |
| 17 | Malta (bandiera)     | P     | Andrew Hogg              |
| 18 | Argentina (bandiera) | C     | Emiliano Ellacopulos     |
| 19 | Nigeria (bandiera)   | D     | Ugo Ukah                 |
| 20 | Grecia (bandiera)    | D     | Antonis Karageorgis      |
| 21 | Grecia (bandiera)    | C     | Michalis Chatzidimitriou |
| 22 | Grecia (bandiera)    | C     | Ioannis Giorgou          |
| 23 | Polonia (bandiera)   | D     | Krzysztof Król           |

| N. |                      | Ruolo | Calciatore           |
| -- | -------------------- | ----- | -------------------- |
| 24 | Senegal (bandiera)   | C     | Paul Keita           |
| 25 | Italia (bandiera)    | C     | Lucas Favalli        |
| 26 | Grecia (bandiera)    | C     | Rafail Gioukaris     |
| 27 | Grecia (bandiera)    | C     | Nikos Kaltsas        |
| 28 | Grecia (bandiera)    | A     | Giōrgos Xydas        |
| 29 | Kenya (bandiera)     | A     | Paul Were            |
| 31 | Grecia (bandiera)    | D     | Savvas Tsabouris     |
| 32 | Serbia (bandiera)    | C     | Marko Blazic         |
| 33 | Rep. Ceca (bandiera) | C     | Jiří Kladrubský      |
| 33 | Serbia (bandiera)    | D     | Nikola Mikić         |
| 40 | Grecia (bandiera)    | P     | Nikos Malis          |
| 55 | Grecia (bandiera)    | D     | Efstratios Valios    |
| 69 | Spagna (bandiera)    | D     | Raúl Llorente        |
| 77 | Svezia (bandiera)    | A     | Sonny Karlsson       |
| 85 | Spagna (bandiera)    | A     | Braulio              |
| 88 | Serbia (bandiera)    | P     | Branimir Aleksić     |
| 90 | Grecia (bandiera)    | A     | Alexander Chintaseli |
| 96 | Grecia (bandiera)    | A     | Georges Sofianis     |
| 99 | Grecia (bandiera)    | A     | Kenan Bargan         |
| -  | Grecia (bandiera)    | P     | Giannis Siderakis    |

## Calciomercato

### Sessione estiva
| Acquisti | Acquisti                 | Acquisti           | Acquisti      |
| R.       | Nome                     | da                 | Modalità      |
| -------- | ------------------------ | ------------------ | ------------- |
| P        | Giannis Siderakis        | Doxa Katōkopias    | svincolato    |
| D        | Krzysztof Król           |                    | svincolato    |
| D        | Dimitris Oungialidis     | Zakynthos          | definitivo    |
| D        | Panagiōtīs Spyropoulos   | Panathīnaïkos      | svincolato    |
| D        | Ugo Ukah                 | Čukarički          | definitivo    |
| C        | Michalis Chatzidimitriou | Serres             | definitivo    |
| C        | Alexandros Chintaseli    | Arīs Salonicco     | definitivo    |
| C        | Emiliano Ellacopulos     | Tigre              | prestito      |
| C        | Kyriakos Evangelidakis   | Fōkikos            | fine prestito |
| C        | Fotis Georgiou           | Atromītos          | definitivo    |
| C        | Jiří Kladrubský          | Dyn. Č. Budějovice | definitivo    |
| C        | Abdul Razak              | Anagennisi Geras   | fine prestito |
| C        | Vitor Saba               | Crotone            | svincolato    |
| C        | Paul Were                | AmaZulu            | definitivo    |
| A        | Kenan Bargan             | GAS Veria          | definitivo    |
| A        | Miroslav Marković        | Zbrojovka Brno     | definitivo    |

| Cessioni | Cessioni               | Cessioni    | Cessioni      |
| R.       | Nome                   | da          | Modalità      |
| -------- | ---------------------- | ----------- | ------------- |
| D        | Giorgos Chorianopoulos |             | fine carriera |
| D        | Michalis Kripintiris   | Eolikos     | svincolato    |
| D        | Raúl Llorente          |             | svincolato    |
| C        | Georgios Agrimakis     | Kanaris     | definitivo    |
| C        | Marcelo Goianira       |             | svincolato    |
| C        | Leozinho               | Denizlispor | svincolato    |
| C        | Christos Mingas        | Levadeiakos | svincolato    |
| C        | Ximo Navarro           | Levadeiakos | svincolato    |
| C        | Ljubomir Stevanović    | Trikala     | svincolato    |
| C        | Jordi Vidal            | Leioa       | svincolato    |
| C        | Dimitris Vlastellis    |             | svincolato    |
| A        | Anestīs Agritīs        |             | svincolato    |
| A        | Salim Arrache          |             | svincolato    |
| A        | Juanma                 | Hearts      | definitivo    |
| A        | Antōnīs Petropoulos    | Bari        | svincolato    |

### Operazioni tra le due sessioni
| Acquisti | Acquisti | Acquisti | Acquisti |
| R.       | Nome     | da       | Modalità |
| -------- | -------- | -------- | -------- |

| Cessioni | Cessioni          | Cessioni       | Cessioni   |
| R.       | Nome              | da             | Modalità   |
| -------- | ----------------- | -------------- | ---------- |
| P        | Giannis Siderakis | Arīs Salonicco | svincolato |
| D        | Chrīstos Pipinīs  |                | svincolato |

### Sessione invernale
| Acquisti | Acquisti       | Acquisti        | Acquisti   |
| R.       | Nome           | da              | Modalità   |
| -------- | -------------- | --------------- | ---------- |
| D        | Vasilīs Golias | Apollōn Smyrnīs | svincolato |
| D        | Nikola Mikić   | OFK Belgrado    | svincolato |
| C        | Marko Blazic   | Radnički Niš    | definitivo |
| C        | Lucas Favalli  | Levadeiakos     | prestito   |
| A        | Braulio        |                 | svincolato |
| A        | Sonny Karlsson | Syrianska       | svincolato |
| A        | Giōrgos Xydas  | Olympiacos      | prestito   |

| Cessioni | Cessioni        | Cessioni   | Cessioni   |
| R.       | Nome            | da         | Modalità   |
| -------- | --------------- | ---------- | ---------- |
| D        | Daniel Adejo    |            | svincolato |
| C        | Paul Keita      |            | svincolato |
| C        | Jiří Kladrubský |            | svincolato |
| C        | Vitor Saba      |            | svincolato |
| A        | Kenan Bargan    |            | svincolato |
| A        | Giōrgos Xydas   | Olympiacos | definitivo |

## Risultati

### Souper Ligka Ellada

#### Girone d'andata
| Arbitro: | Styliaras (Etolia-Acarnania) |

|  |           |            |
|  | Marcatori | 7’ Perrone |

| Arbitro: | Selimos (Laconia) |

|                                               |           |  |
| Karelīs 8’ Berg 31’ Tavlaridīs 57’ Petrić 80’ | Marcatori |  |

| Arbitro: | Vatsios (Attica Occidentale) |

|                    |           |                    |
| Anastasiadīs 90+5’ | Marcatori | 84’ (rig.) Giannou |

| Komotini 23 settembre 2015, ore 18:15 EEST 4ª giornata | Panthrakikos      | 0 – 0 referto | Kallonī | Stadio Municipale (993 spett.)\| Arbitro: \| Fotiadīs (Serres) \| |
| Arbitro:                                               | Fotiadīs (Serres) |               |         |                                                                   |

| Arbitro: | Spathas (Il Pireo) |

|                                               |           |                  |
| Manousos 10’, 62’ Georgiou 22’, 27’ Adejo 34’ | Marcatori | 83’ Marcos Paulo |

| Arbitro: | Kiotzenīs (Xanthi) |

|  |           |                     |
|  | Marcatori | 90+4’ (rig.) Abdoun |

| Arbitro: | Pappas (Atene) |

|                    |           |  |
| Bakasetas 11’, 68’ | Marcatori |  |

| Mitilene 24 ottobre 2015, ore 15:00 EEST 8ª giornata | Kallonī                  | 0 – 0 referto | Levadeiakos | Stadio Municipale (256 spett.)\| Arbitro: \| Papadopoulos (Macedonia) \| |
| Arbitro:                                             | Papadopoulos (Macedonia) |               |             |                                                                          |

| Arbitro: | Spathas (Il Pireo) |

|                            |           |           |
| Angulo 17’ Giakoumakīs 84’ | Marcatori | 4’ Bargan |

| Arbitro: | Aretopoulos (Trikala) |

|                            |           |                      |
| Manousos 38’, 90+4’ (rig.) | Marcatori | 7’ Soltani 85’ Herea |

| Arbitro: | Karantōnīs (Emazia) |

|                |           |            |
| Manias 7’, 79’ | Marcatori | 64’ Bargan |

| Arbitro: | Deflakīs (Arcadia) |

|                     |           |                                     |
| Manousos 41’ (rig.) | Marcatori | 7’, 76’ Athanasiadīs 90’ Mystakidīs |

| Arbitro: | Tzilos (Larissa) |

|                               |           |  |
| Djebbour 5’ Aravidis 19’, 62’ | Marcatori |  |

| Arbitro: | Fotiadīs (Serres) |

|             |           |  |
| Usero 90+4’ | Marcatori |  |

| Arbitro: | Mantalos (Kavala) |

|  |           |                                 |
|  | Marcatori | 9’ (rig.), 38’ (rig.) Fortounīs |

#### Girone di ritorno
| Arbitro: | Aretopoulos (Trikala) |

|                              |           |  |
| Vellios 15’, 43’ (rig.), 70’ | Marcatori |  |

| Arbitro: | Giachos (Chio) |

|  |           |                        |
|  | Marcatori | 47’ Kaltsas 90’ Boumal |

| Arbitro: | Kalogeropoulos (Atene) |

|                               |           |                     |
| Iglesias 52’, 61’ Giannou 57’ | Marcatori | 41’ (rig.) Manousos |

| Arbitro: | Pappas (Atene) |

|                              |           |  |
| Favalli 53’ Anastasiadīs 85’ | Marcatori |  |

| Arbitro: | Sidīropoulos (Dodecaneso) |

|            |           |  |
| Kappel 17’ | Marcatori |  |

| Arbitro: | Kyzas (Drama) |

|                            |           |  |
| Mejewski 15’ Anakoglou 87’ | Marcatori |  |

| Arbitro: | Voskakīs (Retimno) |

|                  |           |                |
| Anastasiadīs 45’ | Marcatori | 29’ Ansarifard |

| Arbitro: | Selimos (Laconia) |

|                     |           |  |
| Mantzios 72’ (rig.) | Marcatori |  |

| Arbitro: | Evangelou (Atene) |

|                              |           |            |
| Markovič 20’ Ellacopulos 56’ | Marcatori | 71’ Angulo |

| Xanthi 6 marzo 2016, ore 17:15 EET 25ª giornata | Xanthī         | 0 – 0 referto | Kallonī | Skoda Xanthi Arena (854 spett.)\| Arbitro: \| Giachos (Chio) \| |
| Arbitro:                                        | Giachos (Chio) |               |         |                                                                 |

| Arbitro: | Fotiadīs (Serres) |

|  |           |                            |
|  | Marcatori | 43’ Tzīmopoulos 90’ Manias |

| Arbitro: | Karantōnīs (Emazia) |

|                                               |           |  |
| Mystakidīs 28’ Athanasiadīs 58’ Korovesīs 76’ | Marcatori |  |

| Mitilene 3 aprile 2016, ore 19:00 EEST 28ª giornata | Kallonī          | 0 – 0 referto | AEK Atene | Stadio Municipale (2 062 spett.)\| Arbitro: \| Thanos (Grevena) \| |
| Arbitro:                                            | Thanos (Grevena) |               |           |                                                                    |

| Arbitro: | Papadopoulos (Macedonia) |

|                                      |           |                                           |
| Manousos 52’ (rig.) Anastasiadīs 57’ | Marcatori | 5’ Matei 6’ Usero 60’ Brito 77’ Le Tallec |

| Arbitro: | Fotiadīs (Serres) |

|                                                                |           |  |
| Fortounīs 21’ Fuster 35’ Kasami 61’ Elabdellaoui 77’ Ideye 84’ | Marcatori |  |

### Coppa di Grecia

#### Fase a gironi
| Squadra          | P.ti | G | V | N | P | GF | GS | DR |
| ---------------- | ---- | - | - | - | - | -- | -- | -- |
| Asteras Tripolīs | 9    | 3 | 3 | 0 | 0 | 8  | 1  | +7 |
| Kallonī          | 6    | 3 | 2 | 0 | 1 | 4  | 6  | -2 |
| Panserraïkos     | 1    | 3 | 0 | 1 | 2 | 1  | 3  | -2 |
| Kissamikos       | 1    | 3 | 0 | 1 | 2 | 2  | 5  | -3 |

| Arbitro: | Labropoulos (Elide) |

|                                                      |           |  |
| Lanzarote 21’ Shkurtaj 49’, 71’ (rig.) Fernández 87’ | Marcatori |  |

| Arbitro: | Granas (Tracia occidentale) |

|                         |           |             |
| Bargan 56’ Georgiou 86’ | Marcatori | 15’ Popovic |

| Arbitro: | Koukoulakīs (Candia) |

|                |           |                                    |
| Posinković 35’ | Marcatori | 66’ Markovič 90+2’ (rig.) Manousos |

#### Ottavi di finale
| Arbitro: | Karantonīs (Emazia) |

|                              |           |         |
| Anastasiadīs 3’ Georgiou 79’ | Marcatori | 89’ Mak |

| Arbitro: | Kominīs (Tesprozia) |

|                                       |           |  |
| Athanasiadīs 58’ Mak 65’ Berbatov 81’ | Marcatori |  |

## Statistiche

### Statistiche di squadra
| Competizione        | Punti | In casa | In casa | In casa | In casa | In casa | In casa | In trasferta | In trasferta | In trasferta | In trasferta | In trasferta | In trasferta | Totale | Totale | Totale | Totale | Totale | Totale | DR  |
| Competizione        | Punti | G       | V       | N       | P       | Gf      | Gs      | G            | V            | N            | P            | Gf           | Gs           | G      | V      | N      | P      | Gf     | Gs     | DR  |
| ------------------- | ----- | ------- | ------- | ------- | ------- | ------- | ------- | ------------ | ------------ | ------------ | ------------ | ------------ | ------------ | ------ | ------ | ------ | ------ | ------ | ------ | --- |
| Souper Ligka Ellada | 16    | 15      | 3       | 5       | 7       | 16      | 21      | 15           | 0            | 2            | 13           | 3            | 32           | 30     | 3      | 7      | 20     | 19     | 53     | -34 |
| Coppa di Grecia     | 6     | 2       | 2       | 0       | 0       | 4       | 2       | 3            | 1            | 0            | 2            | 2            | 8            | 5      | 3      | 0      | 2      | 6      | 10     | -4  |
| Totale              | 22    | 17      | 5       | 5       | 7       | 20      | 23      | 18           | 1            | 2            | 15           | 5            | 40           | 35     | 6      | 7      | 22     | 25     | 63     | -38 |

### Andamento in campionato
| Giornata  | 1  | 2  | 3  | 4  | 5  | 6  | 7  | 8  | 9  | 10 | 11 | 12 | 13 | 14 | 15 | 16 | 17 | 18 | 19 | 20 | 21 | 22 | 23 | 24 | 25 | 26 | 27 | 28 | 29 | 30 |
| --------- | -- | -- | -- | -- | -- | -- | -- | -- | -- | -- | -- | -- | -- | -- | -- | -- | -- | -- | -- | -- | -- | -- | -- | -- | -- | -- | -- | -- | -- | -- |
| Luogo     | C  | T  | C  | T  | C  | C  | T  | C  | T  | C  | T  | C  | T  | T  | C  | T  | C  | T  | C  | T  | T  | C  | T  | C  | T  | C  | T  | C  | C  | T  |
| Risultato | P  | P  | N  | N  | V  | P  | P  | N  | P  | N  | P  | P  | P  | P  | P  | P  | P  | P  | V  | P  | P  | N  | P  | V  | N  | P  | P  | N  | P  | P  |
| Posizione | 13 | 16 | 15 | 14 | 12 | 14 | 15 | 15 | 15 | 15 | 15 | 15 | 15 | 16 | 16 | 16 | 16 | 16 | 16 | 16 | 16 | 16 | 16 | 15 | 16 | 16 | 16 | 16 | 16 | 16 |

Legenda:

Luogo: C = Casa; T = Trasferta. Risultato: V = Vittoria; N = Pareggio; P = Sconfitta.